# 牛斗 (正德进士)
牛斗（？—？年），字應宿，陕西西安府朝邑縣人，軍籍。明朝政治人物。

## 生平
弘治十七年（1504年）科陕西乡试舉人，正德九年（1514年）甲戌科三甲第236名進士，嘉靖初官兵部主事，官至莱州府知府。